# Xysticus lepnevae
Xysticus lepnevae là một loài nhện trong họ Thomisidae.
Loài này thuộc chi Xysticus. Xysticus lepnevae được miêu tả năm 1968 bởi Utochkin.